# Cameron Baerg
Cameron Baerg, né le 17 octobre 1972 à Saskatoon (Canada), est un rameur canadien.
Il obtient la médaille d'argent olympique en quatre sans barreur en 2004 à Athènes.